# Plagionotus bobelayei
Plagionotus bobelayei är en skalbaggsart som först beskrevs av Gaspard Auguste Brullé 1832.  Plagionotus bobelayei ingår i släktet Plagionotus och familjen långhorningar.
Artens utbredningsområde är Iran. Inga underarter finns listade i Catalogue of Life.